# Nanotechnológia
A nanotechnológia a nanoszerkezetek jellemzőivel, előállításával és mérnöki alkalmazásaival foglalkozó fizikai és kémiai szakterület, mely tágabb értelmében az alkalmazott tudomány és technika széles területeit fedi le. Olyan anyagi szerkezetekkel foglalkozik, melyeknek legalább egy kiterjedése a nanométeres nagyságrendbe, vagy ahhoz közel esik.
A nanotechnológia feladata az anyag tulajdonságainak meghatározása, befolyásolása, illetve nanoszerkezetű eszközök készítése. E multidiszciplináris területen olyan tudományágak működnek együtt, mint a kolloid-kémia, a szupermolekuláris kémia, a félvezetők fizikája, az anyagtudomány és a szilárdtestfizika.

## Neve
A nanosz görög eredetű szó, jelentése törpe. A Nemzetközi Mértékegység Rendszerben (SI) a nano- előtag azt jelenti, hogy az utána következő mértékegység az alapegység egymilliárdod része. Eszerint 1 nanométer (nm) = 10−9 méter. Így aránylik 1 cm 10 000 km-hez, vagy egy üveggolyó a Földhöz.

## Tárgya
A nanotechnológia azokat a fizikai, kémiai és biológiai területeket foglalja magában, amelyek célja nanoszerkezetű anyagi rendszerek vizsgálata, létrehozása vagy nagyobb rendszerekbe építése.

## A kvantumpontok
A kvantumpontok pár száz vagy pár ezer atomból álló anyagok, amelyek méretüktől függően változtatják a színüket — előnyük, hogy kvantummechanikai hatások következtében ugyanannak az anyagnak a felhasználásával lehet velük különböző színű festékeket előállítani. Mikroszkopikus és makroszkopikus fizikai jellemzőiket az őket felépítő atomok anyagi jellemzői mellett gyakran nagyon befolyásolják szerkezeti jellemzőik;
- mivel méretük sokszor összemérhető az elektron adott közegben jellemző állapotának hullámhosszával, ezért bennük gyakori a kvantumbezárás;
- általában nagy a felület-térfogat arányuk, így a felületi jelenségek erősebbek, mint a tömbös anyagban;
- viselkedésüket gyakran önszerveződő, ami arra utal, hogy a molekuláris viszonyokkal rokonok;
- jellemzően a kvantummechanika és a szilárdtestfizika eszközeivel tárgyalhatók, írhatók le.

### A kvantumpontok története
1959. december 29-én Richard P. Feynmann Nobel-díjas fizikus beszédet tartott az Amerikai Fizikai Társaság éves találkozóján „There's Plenty of Room at the Bottom” címmel, amelyet ma a huszadik század egyik igen nagy hatású tudományos előadásának tartanak. Az extrém miniatürizálással kapcsolatos elképzeléseit mutatta be jó pár évvel a 'chip' szó szótárba vétele előtt. Beszédében utalt az anyagi szerkezetek jellemzőinek kisebb méretekben történő befolyásolásának lehetőségére. Az ismert fizikai törvényekből kiindulva olyan technológiát vázolt fel, amely a természet alapvető, önszerveződő folyamatait követné, és lehetővé tenné a nanoobjektumok atomról atomra, illetve molekuláról molekulára felépítését. Ma úgy látjuk, hogy Feynmann előrejelzése lényegét tekintve helytálló volt, azt az 1980-as évektől napjainkig tartó időszak számos felfedezése alátámasztotta.
Ezeket a nanoobjektumokat idővel kvantumpontoknak (kvantumpöttyöknek) nevezték el.
2023-ban a kémiai Nobel-díjat három, az Egyesült Államokban dolgozó tudós, a francia-tunéziai származású Moungi Bawendi, az amerikai Louis Brus és a Szovjetunióból kivándorolt orosz Alekszej Jekimov (Alexei Ekimov) érdemelte ki.
Olyan kicsi részecskéket sikerült előállítaniuk, illetve megfigyelniük, amelyek tulajdonságait kvantumjelenségek határozzák meg. Először az 1980-as évek elején Alekszej Jekimovnak sikerült optikai kutatásokat végezve színes üvegek vizsgálata közben méretfüggő kvantumhatásokat létrehoznia. Ezzel bizonyította, hogy a réz-klorid nanorészecskék mérete kvantumhatásokkal befolyásolja az üveg színét.A kísérletben használt üvegben megjelenő szín réz-klorid nanorészecskéiből származott, és Jekimov kimutatta, hogy a részecskeméret kvantumhatásokon keresztül befolyásolja az üveg színét.
Jekimov munkássága megelőzte a nanotechnológiai tudományos forradalom korábban már elismert egyéb elindítóit
- a pásztázó szonda mikroszkópot (1981, Nobel díj 1986),
- a fulleréneket (1985, Nobel-díj 1996)
- a grafént (2004, Nobel-díj 2010), valamint
- a szén nanocsövek (1991, Kavli-díj 2008)

felfedezését is.
A kvantumpontok a nanotechnológia legkisebb komponensei. A kvantumpontok mára nagy jelentőséget kaptak a nanotechnológiában. Louis Brus néhány évvel később a Bell Laboratóriumban, félvezetők kutatása közben folyadékban szabadon lebegő részecskékben is bizonyította a méretfüggő kvantumhatásokat.
Moungi Bawendi 1993-ban az oldószerek hőmérsékletének szabályozásával dolgozta ki a technikát, amivel kontrollálhatóvá vált a létrejövő kristályok mérete. Ez forradalmasította a kvantumpontok kémiai előállítását és szinte tökéletes nanorészecskéket hozott létre. Ez a kiváló minőség kellett ahhoz, hogy a részecskéket különféle alkalmazásokban használhassák.

### A kvantumpontok tulajdonságai
Az iskolában azt tanuljuk, hogy egy elem tulajdonságait az határozza meg, hogy hány elektronja van, de amikor az anyag nanodimenzióssá zsugorodik, akkor kvantumjelenségek lépnek fel, és ezek tulajdonságát az határozza meg, hogy milyen kicsik a részecskék.
Optikai és elektromos tulajdonságaik attól is függenek, hogy mekkora a részecske. Emiatt például egy öt nanométer átmérőjű arany részecskéket tartalmazó rendszert egészen más színűnek látunk, mintha a részecskék kétszer akkorák lennének. Ez teljesen ellentétes a szokásos, úgynevezett tömbfázisú anyagokkal szerzett hétköznapi tapasztalatainkkal.
A fizikusok régóta tisztában voltak azzal, hogy a nanorészecskékben méretfüggő kvantumhatások léphetnek fel, de ezt sokáig nem tudták a gyakorlatban is alkalmazni. A kvantumpontok egyik fontos tulajdonsága, hogy méretüktől függően különböző színűek.

### A kvantumpontok hasznosítása
A kvantumpontok most a QLED-technológián alapuló számítógép-monitorokat és televíziók képernyőit világítják meg. Használják már őket gyógyászati alkalmazásokban, érzékelőkben, napelemekben és katalizátorokban is. Ott vannak azorvosi képalkotó berendezésekben és az úgynevezett rugalmas elektronikában.
A sebészetben daganatszövetek eltávolításakor az operációt végző orvosokat irányíthatják.
Egyes LED-lámpák fényét is ezek javítják fel. Biokémikusok és orvosok biológiai szövetek feltérképezésére használják őket.

### A kvantumpontok perspektívái
A szakterület ismerői szerint a jövőben hozzájárulhatnak apró szenzorok kifejlesztéséhez, vékonyabb napelemek előállításához és titkosított kvantumkommunikációhoz — a perspektíva lenyűgöző, miközben csak most kezdtük el feltárni az ezekben az apró részecskékben rejlő lehetőségeket.
Biztosra veszik, hogy fontos szerepük lesz a kvantumszámítógépekben.

### Érdekességek
- Egy molekulányi réteg nanoragasztó
- Óriási lépések a nanovilágban
- Csúcstechnológia: a világ legkisebb ollója
- Kürti Jenő: Szén nanocsövek
- Nanotechnológia
- A nanotechnológia (magyarul)
- Nanowerk – Introduction to Nanomaterials (angolul)
- United States Nanotechnology Patents (angolul)
- Biomedical Nanotechnology (angolul)

Az első, a kvantumpontok tulajdonságait hasznosító tárgy a római időkből ránk maradt tárgy a British Museumban őrzött Lükurgosz-kehely.

### Kutatóintézetek oldalai
- PTE Gyógyszertechnológiai és Biofarmáciai Intézet (magyarul)
- Kémiai Technológia Transzfer (magyarul)
- MTA Műszaki Fizikai és Anyagtudományi Kutatóintézet (magyarul)
- MTA MFA Nanoszerkezetek (magyarul)
- Miskolci Egyetem (magyarul)
- Basics of nano physics (angolul)
- Research News in Nanotechnology Archiválva 2024. április 20-i dátummal a Wayback Machine-ben (angolul)
- The Institute of Nanotechnology, UK (angolul)
- European Nanoforum (angolul)

## Tudományos szakfolyóiratok
A nanotechnológia számos nemzetközi szakfolyóirat elsődleges tárgya, többek között az alábbiaké:
- Nature Nanotechnology
- Advanced Materials
- Nano Letters
- ACS Nano
- Nano Today
- Small
- Nano Research
- Nanoscale
- Nanoscale Research Letters
- Nanotechnology
- Beilstein Journal of Nanotechnology
- Nano-Micro Letters